# Ескаріче
Ескаріче (ісп. Escariche) — муніципалітет в Іспанії, у складі автономної спільноти Кастилія-Ла-Манча, у провінції Гвадалахара. Населення — 220 осіб (2010).
Муніципалітет розташований на відстані близько 55 км на схід від Мадрида, 26 км на південь від Гвадалахари.

## Демографія
Динаміка населення (INE ):

## Галерея зображень

Розташування муніципалітету у провінції Гвадалахара